# Войманга
Войманга — река в России, протекает в Бабушкинском районе Вологодской области. Войманга — левая составляющая Леденьги, образует её сливаясь с Леджей. Длина реки составляет 30 км.
Исток находится в болотах в 47 км к юго-востоку от Тотьмы и в 20 км к юго-западу от Села имени Бабушкина. Войманга течёт на северо-восток через заболоченные леса. Крупнейший приток — Плоская (левый). Населённых пунктов на реке нет. Река сливается с Леджей, образуя Леденьгу пятью километрами южнее Села имени Бабушкина.

## Данные водного реестра
По данным государственного водного реестра России относится к Двинско-Печорскому бассейновому округу, водохозяйственный участок реки — Северная Двина от начала реки до впадения реки Вычегда, без рек Юг и Сухона (от истока до Кубенского гидроузла), речной подбассейн реки — Сухона. Речной бассейн реки — Северная Двина.
Код объекта в государственном водном реестре — 03020100312103000008312.